# Air Bashkortostan
Air Bashkortostan (del ruso: ООО «Авиакомпания «Башкортостан») es una aerolínea con base en Ufá, Bashkortostan, Rusia. Opera vuelos regulares entre sus bases del Aeropuerto Internacional de Ufá y el Aeropuerto de Moscú Domodedovo.

## Historia
La aerolínea comenzó a operar el 10 de abril de 2006. Es propiedad de VIM Airlines (74%) y del gobierno de Bashkortostan (26%) y tiene 101 empleados (en marzo de 2007).

## Flota
La flota de Air Bashkortostan incluye las siguientes aeronaves (a 2 de diciembre de 2009):

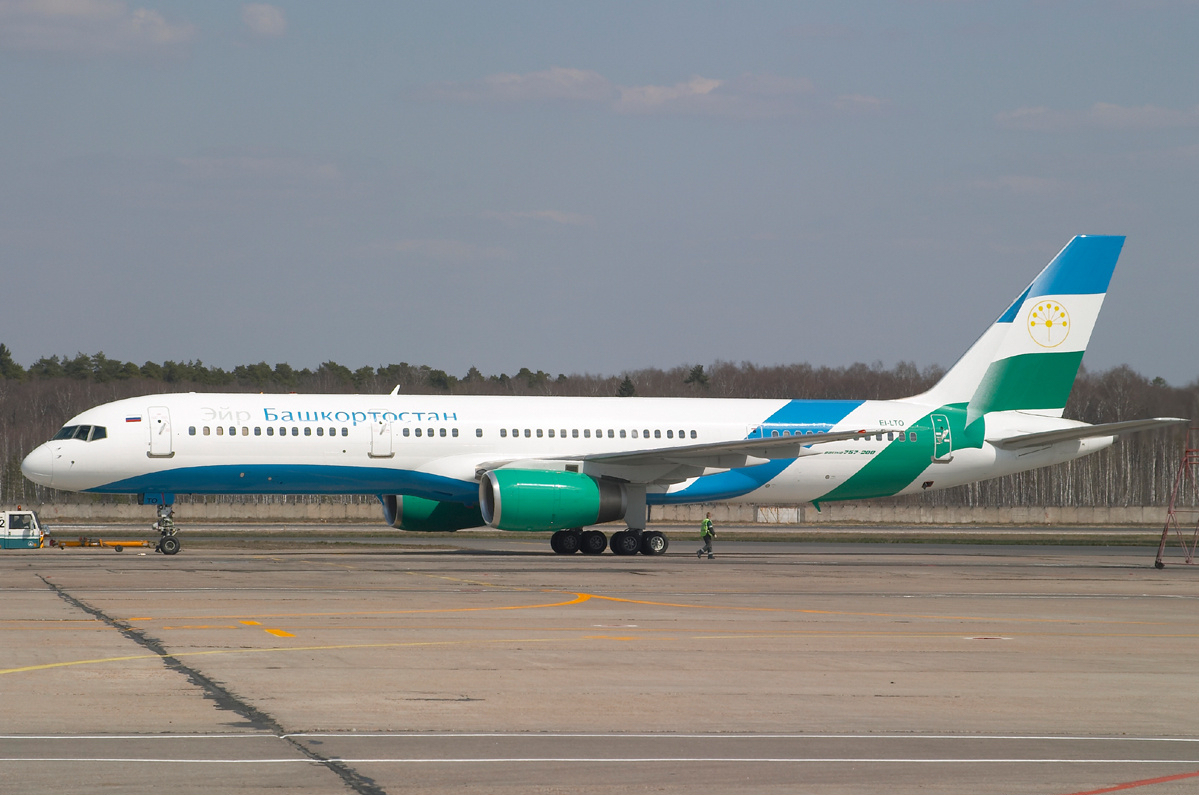
Boeing 757-200 en el Aeropuerto Internacional Domodedovo